# De Kalb (Texas)
De Kalb è una città della contea di Bowie nello Stato del Texas, negli Stati Uniti. La popolazione era di 1 527 abitanti secondo il censimento del 2020. Fa parte dell'area metropolitana di Texarkana.

## Geografia fisica
Secondo l'Ufficio del censimento degli Stati Uniti, ha una superficie totale di 1,37 mi² (3,55 km²).

## Storia
La fondazione dell'insediamento risale al 1835, quando David Crockett attraversò la zona mentre era diretto ad Alamo. Secondo la tradizione, gli abitanti locali proposero a Crockett come chiamare la nuova città. Egli propose il nome di "De Kalb" in onore di Johann von Robais, barone di de Kalb, un generale che prese parte alla guerra d'indipendenza americana. In origine era il capoluogo della contea di Bowie. Quando la Texas and Pacific Railway è stata costruita attraverso la contea nel 1876, De Kalb divenne una stazione lungo la linea ferroviaria, comportando la sua crescita.

## Società

### Evoluzione demografica
Secondo il censimento del 2020, la popolazione era di 1 527 abitanti.

## Cultura
L'istruzione nella città di De Kalb è fornita dal De Kalb Independent School District.